# Tarasa albertii
Tarasa albertii là một loài thực vật có hoa trong họ Cẩm quỳ. Loài này được Reiche miêu tả khoa học đầu tiên năm 1893.